# Église Saint-Sever de Préaux-Bocage
L'église Saint-Sever est une église catholique située à Préaux-Bocage, en France.

## Localisation
L'église est située dans le département français du Calvados, à l'est du territoire de la commune de Préaux-Bocage.

## Historique
Le chœur est inscrit au titre des Monuments historiques depuis le 4 octobre 1932.
L'église est dédiée à Sever, évêque d'Avranches au VIe siècle.